# Confederació Regional del Treball de Catalunya
Confederació Regional del Treball de Catalunya (CRTC) fou una sindicat anarcosindicalista fundat a Barcelona el 1910 com a continuadora de la Confederació Regional de Societats de Resistència-Solidaridad Obrera. Heretà com a òrgan Solidaridad Obrera.
Després del segon congrés de Solidaridad Obrera celebrat a Barcelona l'occtubre de 1910, la CRTC actuà com l'organització regional de la CNT, tot i que els principals dirigents de la CNT foren els de la CRTC. El 1918, en el Congrés de Sants, la CRTC establí una nova organització en el si de la confederació, els Sindicats d'Indústria o Sindicats únics. La força que hi donà aquesta nova organització quedà palesa en la vaga de la Canadenca (gener-març 1919), que obligà al govern a intervenir, i fruit de la qual s'aconseguí el reconeixement legal de la jornada màxima de 8 hores de treball per a tot Espanya.
Entre 1919 i 1923 patí una onada d'empresonaments i més de 300 atemptats mortals contra els seus dirigents, cosa que minvà la seva capacitat d'acció. El 1923 fou il·legalizada per la dictadura de Miguel Primo de Rivera i la portà a sobreviure clandestinament. En caure la dictadura la CRTC es reorganitzà ràpidament i el juny de 1931 tenia 291.000 federats. Però patiria una gran escissió per la radicalització dels elements de la FAI i la imposició dels seus criteris a la CNT, des del Comitè Local de Barcelona i altres comitès locals. S'aixecaren veus discordants i a finals d'agost de 1931 trenta destacats militants varen fer públic un manifest (el Manifest Trentista) en què rebutjaven els mètodes de la FAI i la seva ingerència en els afers de la CNT.
El dirigents Faistes reaccionaren i l'abril de 1932 a Sabadell la mesa del Ple Regional no va acceptar les credencials dels delegats dels Sindicats de Girona, Lleida i Tarragona i se substituí el secretari general Emili Mira pel faista Alexandre Gilabert. Els sindicats de Sabadell van denunciar públicament que el Ple es desenvolupà sense seguir les normes confederals sobre votacions i el dia 24 de setembre el Comitè Regional expulsava la Federació Local de Sabadell. L'escissió s'havia confirmat i va ser alimentada amb noves expulsions individuals. Els dirigent de la FAI mantingueren el control de la CNT a Barcelona i també de la CRTC, però diverses federacions locals i sindicats de grans ciutats (Sabadell, Manresa i Mataró) formaren els Sindicats d'Oposició el juny de 1933.
La CRTC fou durant molts anys la delegació regional més nombrosa dins la CNT, però després de l'escissió va perdre pes en el conjunt estatal (de 296.000 que tenia el juny de 1931 passà a 195.000 el maig de 1936). El clima prebèl·lic del maig de 1936 propicià que una part dels sindicats escindits reingressessin a la CNT. La Federació Local de Sabadell i alguns altres sindicats s'adheriren a la UGT. Després de l'esclat de la guerra civil espanyola la CRTC quedà eclipsada per la CNT i La FAI.